# 井村あみ
井村 あみ（いむら あみ、1983年12月17日 - ）は日本のタレント。株式会社クイーンズファクトリー所属。2010年4月「村井ゆみこ」に改名したと同時に、所属事務所を移籍したと思われる。

## エピソード
- 趣味は読書、旅行、スキューバダイビング、特技はマラソン。
- 税理士を目指している。（2010年春の時点で、税理士試験5科目のうち半分合格済み。）

## 出演

### ラジオ
- もっともゴチャ・まぜっ!（MBSラジオ、2009年9月12日〜2010年4月3日）
- われらイマドキッ!〜DOKODOKI商品研究所〜（MBSラジオ、2010年4月17日〜10月2日）

### CM
- 味の素アミノバイタルCM 〜マラソン篇〜 マラソンランナー役
- NTTドコモ富士通らくらくホンCM 〜らくらく持って出かけよう篇〜 花屋店員役

### 雑誌
- CIRCUS（KKベストセラーズ）
- わかさ（わかさ出版）

### ゲーム
- タッチ・デ・ウノー!DS